# 체리새우: 비밀글입니다
체리새우: 비밀글입니다는 대한민국에서 출간된 황영미의 소설이다. 제 9회 문학동네청소년문학상을 수상한 적이 있다.

## 등장인물
- 김다현: 중학생 주인공 (소심하다.)(자신에 대해 올리는 체리새우라는 (비공개)블로그를 한다.)
- 노은유: 다현의 친구, 변호사인 아버지가 있다.
- 김시후: 다현의 모범생 친구(밝은성격이다.)
- 이해강: 다현의 친구(용감하다.)
- 황효정: 다섯손가락 친구들의 밉상 1위였던 아이(하지만 나중에 다섯손가락 다현이의 자리에 다현이가 빠지고 효정이가 끼게 되어 다현은 이에 실망한다)
- 송아람: 다현의 친구, 노은유를 싫어함(애들을 많이 괴롭힌다.)
- 권설아: 다현의 친구(다현이가 가장 믿었었던 친구. 하지만 결국 다현은 설아에게 상처를 받았다.)
- 미소: 다현의 친구(다섯손가락 멤버)
- 병희: 다현의 친구(다섯손가락 멤버)
- 정현우: 다현의 친구(다현이 짝사랑하는 남사친,시민중의 방송반 멤버이다)